# Semmelknödel

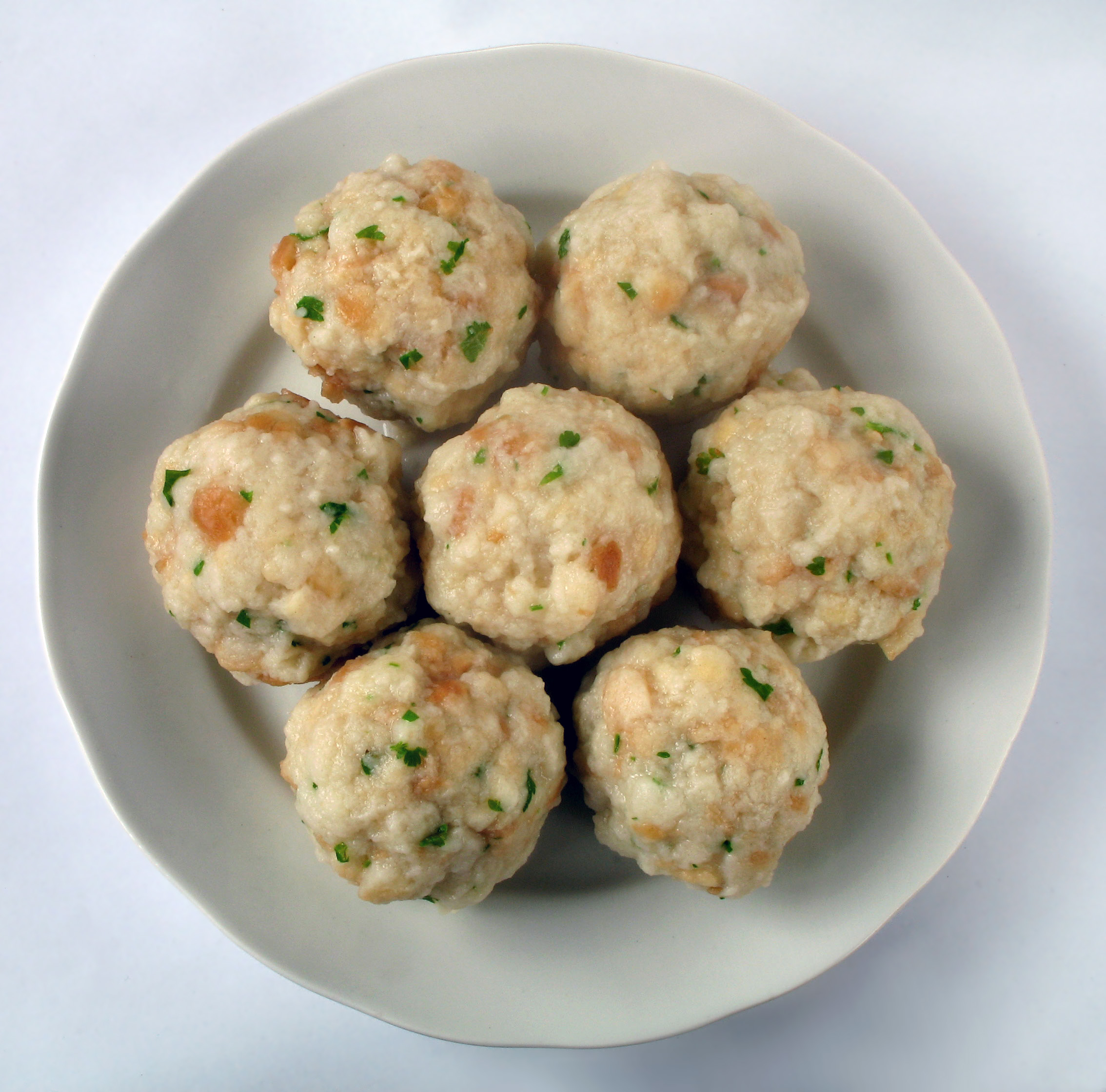
Plato con unos Semmelknödel preparados para acompañar cualquier plato del sur de Alemania.

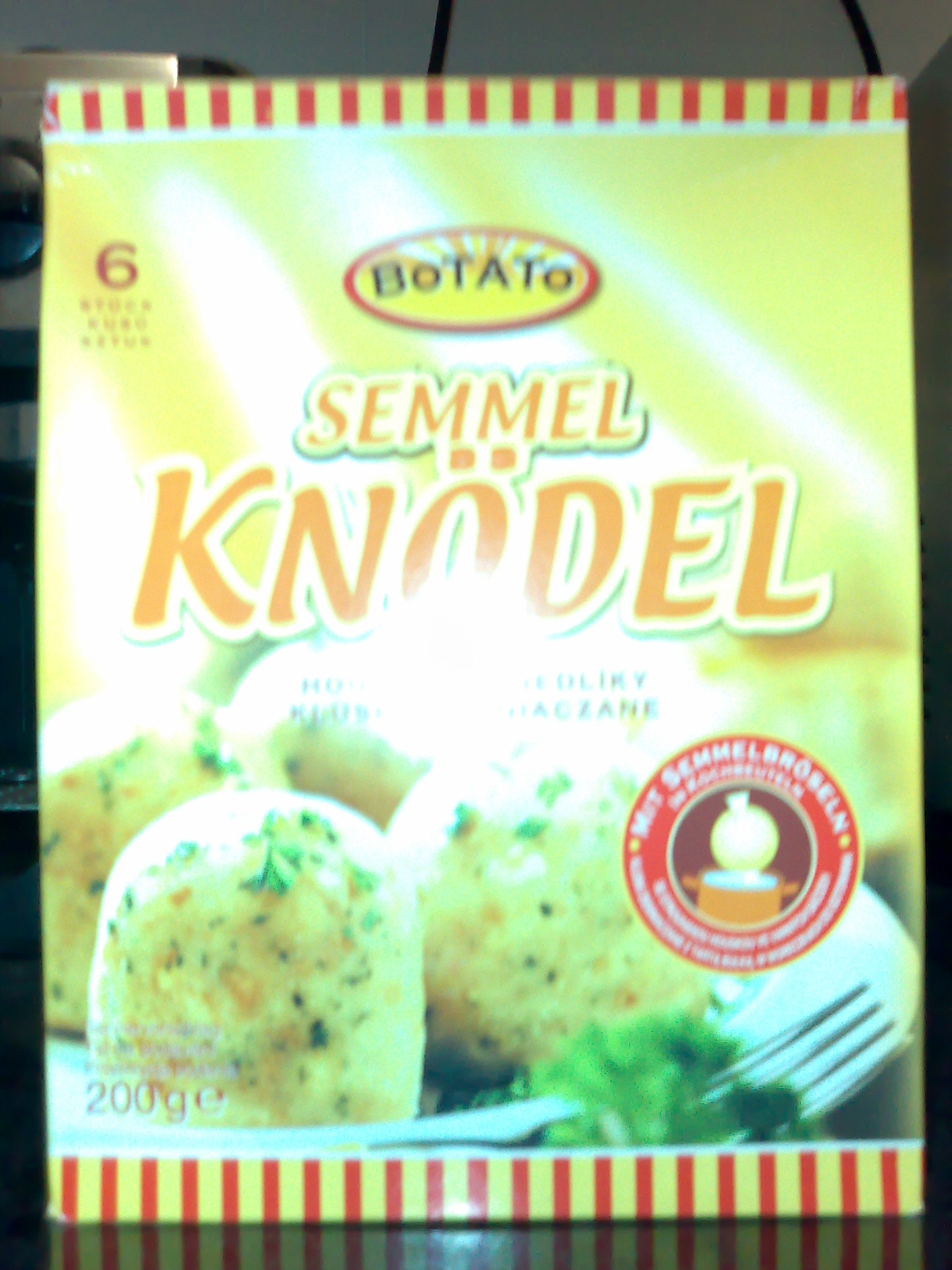
Semmelknödel

Semmelknödel son una especie de bolas elaboradas con pan. La palabra proviene del dialecto del sur de Alemania, donde semmel significa pan (véase brötchen) y knödel algo redondo. Estas bolas de pan son una especialidad de las cocinas del sur de Alemania, Austria y de la República Checa (houskové knedlíky). Se pueden considerar como un simple acompañamiento de platos tales como el asado de cerdo (Schweinebraten), en general con Sauerkraut, el Saurem Lüngerl (en Austria Beuschel) y platos de lentejas o setas servidos con nata ácida. Existen también en el Norte de Italia (sobre todo en el Trentino), donde se llaman Canederli. Son "primi piatti" (primeros platos), como la pasta y los semejantes ñoquis.
Es habitual encontrar en cualquier supermercado de Alemania este producto ya preparado y listo para cocinar como acompañamiento de los platos.

## Preparación
Para la preparación se emplea el pan duro de los Semmeln viejos (Brötchen) y se cortan en finas rodajas o en cubos (en Baviera y Austria existen versiones preparadas para cocinar conocidas como Semmelbröckerl, Semmelwürfel o Knödelbrot) y se introduce en leche caliente para hacerlo húmedo. Se emplea pan blanco retrasado de por lo menos un día, que tenga algo de blandura en su interior. En unas pocas recetas se tuesta la mitad del Semmel con algo de mantequilla, la masa resultante se disgrega finamente y se mezcla con cebolla picada, perejil, huevo (aproximadamente un huevo por cada dos Semmeln) y se sazona, según el gusto del cocinero se añaden unas virutas de limón, y se hacen con la pasta unas bolas a mano. Se añade algo de harina para espesar. Las bolas resultantes (knödel) se cuecen (que no hervir) en una salmuera cerca de 20 minutos, la olla de cocción debe estar semiabierta durante el proceso. Se consideran listos los Knödel cuando suben a la superficie y empiezan a girar lentamente.
Existen, no obstante, numerosas variantes que dependen de diferentes parámetros tales como la mezcla, el tiempo de cocción y de los ingredientes empleados. Si los ingredientes básicos siguen siendo la cebolla, el perejil o la nuez moscada, el resto de los ingredientes dependerán de los gustos del cocinero y de la tradición local. Por ejemplo, la cocina de Viena, que está muy influenciada por la cocina de la República Checa, se sabe que prepara los Semmelknödel de muy diferentes recetas y formas diversas. Así, para distinguir las recetas vienesas de las checas hay que ver la cantidad de harina. En algunos casos hay variantes con denominación propia, tales como los Serviettenknödel que suelen llevar levadura (en austriaco: Germ). Existen incluso variantes de Praga de las Serviettenknödel, que se cocinan en vapor mientras se soportan en redes de esparto.

## Variantes
Existen variantes que emplean los Bretzel viejos para hacer unos Semmelknödel denominados Breznknödel. Una variante muy conocida en el sur emplea en la masa de las bolas pequeños trozos de Speck con manteca (en el dialecto de la zona del sur: Grammel) y a estos Semmelknödel se les denomina Grammelknödel o Tiroler Knödel. Este tipo de knödel se sirve frecuentemente con ensalada o Sauerkraut.
Los Semmelknödel que han quedado del día anterior se suelen cortar en rodajas y se fríen en una sartén (a estos se les llama Geröstete Knödel), en este caso las rodajas se acompañan de un huevo frito o una ensalada. Otra variedad emplea un revuelto de huevo en la sartén. Una variante se denomina Saure Semmelknödel en la que fríos se cortan en rodajas para ensalada y se mezclan con cebollas, vinagre y aceite, sal y pimienta y según gustos una salchicha.
En el norte de Alemania se suele preparar también, aunque menos, como acompañamiento de los sauerbraten del Rin, en cuyo caso se introduce un trocito de pan tostado, una especie de picatoste que hace el modo simpático de sorpresa a los comensales.